# 오야치촌 (미에현)
오야치촌(大矢知村)은 미에현 미에군에 설치되었던 촌이다. 현재의 욧카이치시 북동부에 해당한다.